# اچ‌ام‌اس کلاید (۱۷۹۶)
اچ‌ام‌اس کلاید (۱۷۹۶) (به انگلیسی: HMS Clyde (1796)) یک کشتی بود. این کشتی در سال ۱۷۹۶ ساخته شد.